# Seminario de Estudios Sociológicos de la Mujer
El Seminario de Estudios Sociológicos de la Mujer (SESM) fue un grupo de trabajo fundado por María Laffitte en 1960, activo hasta 1986, De ideología enmarcada en el catolicismo progresista reclamando para las mujeres educación, trabajo e igualdad jurídica. Estuvo integrado por mujeres de reconocida trayectoria intelectual y desarrolló una dilatada labor de investigación sobre la situación de la mujer española y integrándose progresivamente en el movimiento de mujeres que se estaba desarrollando en España.

## Creación
En 1960 un grupo de mujeres de trayectoria intelectual diversa, pero coincidente en su rechazo compartido hacia el modelo de mujer promovido y oficializado por el discurso franquista, se constituyó como Seminario de Estudios Sociológicos de la Mujer (SESM). María Laffitte, escritora, feminista, crítica de arte y fundadora del grupo logró reunir en este seminario a mujeres de reconocida trayectoria intelectual, como Lilí Álvarez, Consuelo de la Gándara, Elena Catena, Pura y Mary Salas Larrazábal Larrazábal, Concepción Borreguero Sierra y María Jiménez de Obispo del Valle.

## Marco ideológico
A pesar de ser fundado como mero grupo de estudio, el SESM participó en diversos congresos presentado sus propuestas. Su ideología se enmarca en el catolicismo progresista y considera a las mujeres como un grupo social atrasado y discriminado en su integración en la sociedad cuya promoción se conseguirá por medio de la educación y la incorporación al mercado de trabajo, para su completa realización en la sociedad reivindicarán el derecho a la educación, al trabajo y a la igualdad jurídica, señala la historiadora Elena Grau.

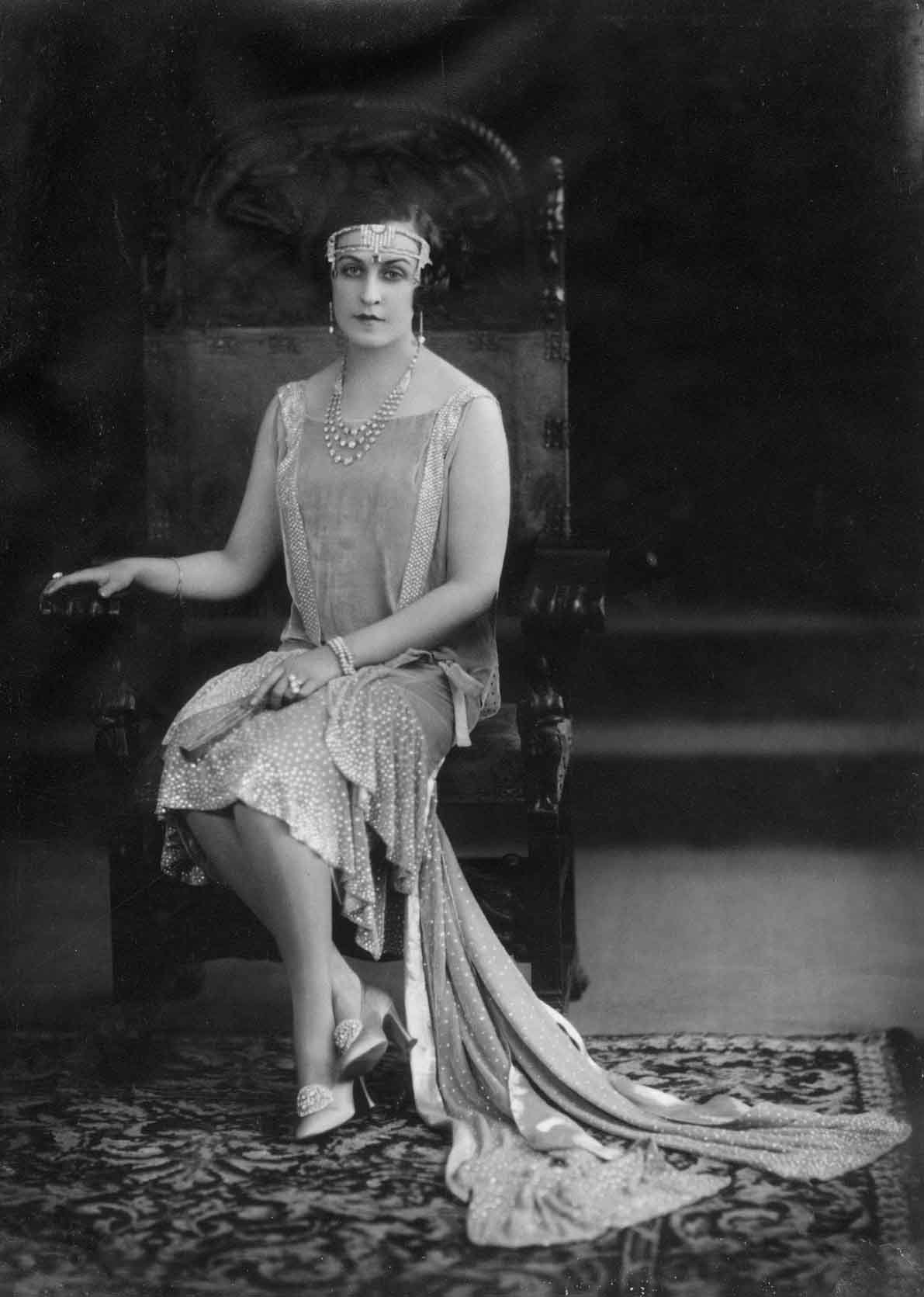
María Laffitte, Condesa del Campo de Alange, fundadora del SESM

Junto con el cuestionamiento firme de los paradigmas de mujer franquista, el grupo tuvo como principal propósito averiguar cómo se estaba desarrollando el proceso de integración de la mujer en la modernización del país. Según afirmó María Laffitte en sus memorias, el SESM constituyó un grupo de trabajo aconfesional, apolítico y democrático que trató de abordar distintos temas en relación con la mujer desde los distintos ámbitos en los que estaban especializadas sus integrantes. Según esta misma autora, el sistema de trabajo del grupo comenzaba con la elección consensuada de la problemática a tratar, tras lo cual se repartían entre ellas los diferentes aspectos del mismo acorde con las especializaciones de cada una, y se procuraba invitar a algún experto en el asunto para ampliar sus conocimientos.

## Trayectoria y publicaciones
En 1959 todavía en proceso de constitución, el SESM participó en el I congreso de la Familia enfrentándose con Sección Femenina por su propuesta del "Sueldo del Ama de Casa".
La primera publicación colectiva del SESM fue Habla la mujer. Resultado de un sondeo en la juventud actual, publicado en la editorial Cuadernos para el Diálogo en 1967. Este libro recogía los datos y las conclusiones de un sondeo sociológico realizado por el SESM entre las mujeres madrileñas de diecisiete a treinta y cinco años de Madrid con el propósito de aclarar la situación de la mujer española en el proceso de modernización.
En 1970 participó en el I Congreso Internacional de la Mujer organizado por Sección Femenina con una ponencia sobre "Mujer y Educación".
Posteriormente, publicaron Mujer y aceleración histórica, en la colección «Los Suplementos» de Cuadernos para el Diálogo en 1972. Esta obra reflejaba la importancia que las integrantes del Seminario otorgaban a la reforma de la educación, puesto que la intención explícita que tuvo aquel estudio fue dar respuesta a la publicación del Libro Blanco para la reforma de la educación en España, con el que el SESM se declaró en desacuerdo.
Poco después, en 1977, el Seminario publicaba Diagnosis sobre el amor y el sexo, esta vez no en Cuadernos para el Diálogo, sino en la editorial Plaza & Janés de Barcelona. El proyecto partió de la intención de investigar la afectividad de la pareja humana: «limitamos nuestro estudio a los jóvenes de 18 a 21 años, porque entendemos que ya han pasado la adolescencia y todavía no están demasiado moldeados por la sociedad», explicaban las autoras.
En 1977, mismo año de esta publicación, el SESM se legalizó y en sus estatutos reflejó una serie de propósitos que Salas y Comabellas describieron como utópicos, pues estos eran «contribuir a crear una sociedad distinta, más humana, en la que las relaciones no sean frustrantes para nadie, sino estimulantes y creadoras». El SESM se proponía, según sus objetivos, cambiar la mentalidad tradicional a través de una educación crítica y transformar las relaciones interpersonales de acuerdo con los presupuestos del feminismo. Así mismo, se mostraba a favor de una ley que regulara el divorcio; de la información sobre anticonceptivos y de que las responsabilidades familiares fueran asumidas por el padre y la madre indistintamente. Igualmente, demandaban la coeducación en todos los niveles de la enseñanza y la aplicación rigurosa del principio de igual retribución por trabajo de valor equivalente . En 1980, Laffitte dejaba de dirigir el SESM.
Finalmente, durante la primera mitad de la década de los ochenta, y antes de disolverse en 1986 por acuerdo unánime y amistoso después del fallecimiento de Laffitte y de Consuelo de la Gándara , el SESM coordinó la publicación de La mujer española: de la tradición a la modernidad (1960-1980), en la editorial Tecnos de Madrid. El libro llevaba un prólogo de Laffitte en el que la escritora, ya como presidenta de honor, subrayaba la continuidad que esta publicación suponía respecto a la suya de 1964, La mujer en España. Cien años de su historia. 1860-1960. Si bien este último había servido a Laffitte como punto de partida para las investigaciones colectivas del SESM, la obra que ahora dirigía el Seminario era tanto una prolongación de la de 1964, como un punto final a las dos décadas y media de trabajo del grupo.